# 紀元前749年
紀元前749年（きげんぜん749ねん）は、西暦（ローマ暦）による年。紀元前1世紀の共和政ローマ末期以降の古代ローマにおいては、ローマ建国紀元5年として知られていた。紀年法として西暦（キリスト紀元）がヨーロッパで広く普及した中世時代初期以降、この年は紀元前749年と表記されるのが一般的となった。

## 他の紀年法
- 干支 : 壬辰
- 中国
  - 周 - 平王22年
  - 魯 - 恵公20年
  - 斉 - 荘公贖46年
  - 晋 - 文侯32年
  - 秦 - 文公17年
  - 楚 - 蚡冒9年
  - 宋 - 武公17年
  - 衛 - 荘公揚9年
  - 陳 - 文公6年
  - 蔡 - 宣侯元年
  - 曹 - 桓公8年
  - 鄭 - 武公22年
  - 燕 - 鄭侯16年
- 朝鮮
  - 檀紀1585年
- ユダヤ暦 : 3012年 - 3013年